# Пизеп (верхня притока Чепци)
Пизе́п (Верхній Пизеп; рос. Пызеп) — річка в Росії, права притока Чепци. Протікає територією Балезінського та Кезького районів Удмуртії.
Річка починається на південній околиці присілку Рахмал Балезінського району, через 1,5 км річка входить в межі Кезького району. Тече спочатку на схід, біля колишнього присілку Євтенки повертає на південь. До присілку Брагіно річка слугує кордоном між двома районами, після чого знову входить в межі Кезького району. Після прийому праворуч річки Дирпа, Пизеп знову слугує кордоном між районами. Біля присілку Гуркошур річка повертає на південний захід, після колишнього присілку Кідасі повертає знову на південь. Останні 2 км течія спрямована на захід і річка тече паралельно Чепці. Впадає до Чепци неподалік колишнього присілку Усть-Пизеп. В більшій своїй частині береги річки заліснені, окремі ділянки заболочені.
Приймає багато приток:
- праві — Кузі, Дирпа, Юмиж
- ліві — Зуда, Сурдовай, Гиєр, Медьма, Пажман, Сига

Над річкою розташовані присілки Рахмал Балезінського району та Бані Кезького району.